# Saint-Martin-Longueau
Saint-Martin-Longueau är en kommun i departementet Oise i regionen Hauts-de-France i norra Frankrike. Kommunen ligger i kantonen Liancourt som tillhör arrondissementet Clermont. År 2022 hade Saint-Martin-Longueau 1 431 invånare.

## Befolkningsutveckling
Antalet invånare i kommunen Saint-Martin-Longueau
| Referens: INSEE |